# Natja (vattendrag i Belarus, Minsks voblast, lat 54,44, long 28,38)
Natja (ryska: Нача) är ett vattendrag i Belarus.   Det ligger i voblasten Minsks voblast, i den norra delen av landet, 80 km nordost om huvudstaden Minsk.
I omgivningarna runt Natja växer i huvudsak blandskog. Runt Natja är det ganska tätbefolkat, med 70 invånare per kvadratkilometer.